# سفارت آرژانتین در پکن
سفارت آرژانتین در پکن (به لاتین: Embassy of Argentina) یک منطقهٔ مسکونی و نمایندگی سیاسی این کشور در چین است که در پکن واقع شده‌است.